# Evert Bloemsma
Evert Bloemsma (1958-2005) was een Nederlandse letterontwerper en grafisch vormgever.
Evert Bloemsma studeerde in 1981 af aan de Hogeschool voor de Kunsten (inmiddels ArtEZ) te Arnhem.
Hij werkte als  grafisch ontwerper in Den Haag en Arnhem, waarna hij naar Hamburg verhuisde. Daar werkte hij bij het bedrijf URW aan het digitaliseren van lettertypes. Tezelfdertijd was hij bezig met de ontwikkeling van zijn lettertype Balance. In 1990 en 1991 was hij als typograaf werkzaam bij Océ van der Grinten in Venlo. Bloemsma droeg er bij aan de ontwikkeling van bitmapfonts voor laserprinters en bestudeerde het effect van laagresolute weergave op de vormen van letters.
Evert Bloemsma was tot zijn dood docent letterontwerpen aan de Akademie voor Kunst en Vormgeving St. Joost en de ArtEZ.

## Lettertypes
Bloemsma's typografisch werk wordt gekenmerkt door vernieuwing. Hij stelde zich fundamentele vragen over letters en probeerde daar met zijn ontwerpen vernieuwende antwoorden op te vinden. De vier lettertypes die hij ontwierp - Balance, Cocon, Avance en Legato - worden alle uitgegeven door de digitale letteruitgeverij FontShop. 

### Balance
Bloemsma's eerste letter heeft twee unieke eigenschappen. Ten eerste ligt er nadruk op de bovenkant van de letter, waar klassiek letterontwerp juist de onderzijde van letters benadrukt. Zo is in de Balance de bovenste 'buik' van de hoofdletter B groter dan de onderste. Ten tweede hebben de letters een omgekeerd contrast: de horizontale delen van de lettervormen zijn dikker dan de verticalen. Ondanks deze afwijkende principes is de Balance een uiterst leesbaar en bruikbaar lettertype, en geen typografisch curiosum.
- Biografisch Portaal: 23120227
- Gemeinsame Normdatei: 143533770
- International Standard Name Identifier: 0000 0001 1502 7482
- Nederlandse Thesaurus van Auteursnamen: 073180971
- RKD-Nederlands Instituut voor Kunstgeschiedenis: 9148
- Virtual International Authority File: 167598488
- WorldCat: E39PBJgXgYjyR7BBWGBMYMgxjC